# Parastichopus tremulus
Parastichopus tremulus is een zeekomkommer uit de familie Stichopodidae. De wetenschappelijke naam van de soort werd in 1767 als Holothuria tremula gepubliceerd door Gunnerus.

## Beschrijving
Deze zeekomkommer, die een lengte van 50 cm kan bereiken, heeft zoals alle zeekomkommers, een cilindrisch en zeer licht afgeplat lichaam met een tentaculaire mond aan het ene uiteinde en de anus aan het andere uiteinde. Rond de mond zijn enkele kleine tentakels aanwezig die gebruikt worden om organisch materiaal van de bodem op te rapen. De kleur is rood, paars, oranje of soms bijna wit aan de bovenkant, met lichtere tinten aan de onderkant. Ze hebben meestal duidelijke wratten op het lichaam, maar deze kunnen in sommige gevallen bijna onzichtbaar zijn.

## Verspreiding en leefgebied
Parastichopus tremulus is overvloedig aanwezig in grote delen van de noordoostelijke Atlantische Oceaan. Het komt algemeen voor langs de hele kust van Noorwegen en wordt geregistreerd van IJsland, de Hebriden, de Faeröer en de noordelijke Noordzee tot de Canarische Eilanden. Het is ook bekend uit de noordelijke delen van de Grote Oceaan. P. tremulus kan net onder de getijdenzone worden gevonden, maar komt waarschijnlijk vaker voor dieper dan 20 meter. Het lijkt te gedijen op vrijwel elk substraat.

## Synoniemen
- Holothuria elegans Müller, 1776
- Holothuria ecalcarea Sars M, 1859
- Stichopus richardi Hérouard, 1896
- Stichopus griegi Östergren, 1897